# Дринопол
Дринопол (на гръцки: Δρυινόπολις) или Адрианопол (на гръцки: Άδριανούπολις) е късноантичен и средновековен град в днешна Южна Албания – в т.нар. Северен Епир.
Разположен е край река Дрино или Дринос, на около 8 km югоизточно от Аргирокастро. Днес градът не съществува, но с археологически разкопки е разкрит неговият амфитеатър.
Дринопол е център на епархия на Навпактската митрополия, но за известно време през 11 век е част от Охридската архиепископия. По-късно центърът на епархията е преместен в Аргирокастро, но самата тя се нарича Дринополска до наши дни. Името му е запазено и в названието на цялата област от Аргирокастро до границата с Гърция, която се нарича Дропули.